# Igor Kotxetkov
Igor Viktorovitx Kotxetkov (en rus, Игорь Викторович Кочетков; Pärnu, 13 de maig de 1970) és un activista pels drets LGBT rus, cofundador de la Xarxa LGBT Russa.
Kotxetkov ha estat actiu en l'oposició a la Llei russa contra la propaganda homosexual. Ha culpabilitzat a la llei per la legitimació i l'increment de la violència contra els gais. El setembre de 2013, Kotxetkov, juntament amb altres activistes pels drets humans, es van reunir amb el president dels Estats Units, Barack Obama, a Sant Petersburg.
Juntament amb Aleksei Davidov, va ser nomenat un dels 100 pensadors més importants de 2013 per la revista Foreign Policy per «la seva lluita contra l'homofòbia d'estat russa». Kotxetkov, juntament amb Frank Mugisha, Sunil Babu Pant i l'ILGA van ser proposats pels parlamentaris laboristes noruecs Anette Trettebergstuen i Håkon Haugli per al premi Nobel de la Pau de 2014 per la seva lluita contra l'homofòbia.